# Championnat d'Irlande du Nord de football 2020-2021
Navigation
Édition précédente Édition suivante
Le Championnat d'Irlande du Nord de football 2020-2021 est la 119e édition du Championnat d'Irlande du Nord de football. Le Linfield Football Club est le double champion en titre, après avoir remporté son 54e championnat la saison précédente. Portadown Football Club réintègre la première division après avoir remporté le NIFL Championship 2019-2020.
Le Linfield Football Club remporte le championnat lors de la 37e journée, il ne peut plus alors être rejoint par son dauphin, le Coleraine Football Club. C'est son troisième titre consécutif et le 55e au total.

## Les 12 clubs participants
| \| Belfast · Cliftonville · Linfield · Crusaders · Glentoran Ballymena United Coleraine FC Dungannon Swifts Glenavon FC Carrick Rangers Warrenpoint Town Larne FC Portadown FC \| Localisation des clubs engagés dans le championnat. |
| Belfast · Cliftonville · Linfield · Crusaders · Glentoran Ballymena United Coleraine FC Dungannon Swifts Glenavon FC Carrick Rangers Warrenpoint Town Larne FC Portadown FC                                                           |

| Club                           | Stade           | Capacité | Ville         |
| ------------------------------ | --------------- | -------- | ------------- |
| Ballymena United Football Club | The Showgrounds | 7 500    | Ballymena     |
| Carrick Rangers Football Club  | Taylor's Avenue | 6 000    | Carrickfergus |
| Cliftonville Football Club     | Solitude        | 7 200    | Belfast       |
| Coleraine Football Club        | The Showgrounds | 6 600    | Coleraine     |
| Crusaders Football Club        | Seaview         | 9 100    | Belfast       |
| Dungannon Swifts Football Club | Stangmore Park  | 3 000    | Dungannon     |
| Glenavon Football Club         | Mourneview Park | 7 300    | Lurgan        |
| Glentoran Football Club        | The Oval        | 15 250   | Belfast       |
| Larne Football Club            | Inver Park      | 6 000    | Larne         |
| Linfield Football Club         | Windsor Park    | 20 500   | Belfast       |
| Portadown Football Club        | Shamrock Park   | 15 000   | Portadown     |
| Warrenpoint Town FC            | Milltown        | 2 000    | Warrenpoint   |

## Compétition

### Les moments forts de la saison
Le 2 février 2021, la NIFL, l'organisme qui organise le football professionnel en Irlande du Nord, après avoir consulté toutes les parties concernées (autorités civiles, fédération et clubs), annonce l'annulation du Championship et de l'Intermediate, les deuxième et troisième divisions nord irlandaises. De fait il n'y aura pas de promotion et de reléégation entre ces deux compétitions et entre le championship et la première division.

### Classement
Le classement est établi sur le barème de points classique (victoire à 3 points, match nul à 1, défaite à 0).
Source : Classement officiel sur le site de la NIFL.
| Rang | Équipe           | Pts | J  | G  | N  | P  | Bp | Bc | Diff |
| ---- | ---------------- | --- | -- | -- | -- | -- | -- | -- | ---- |
| 1    | Linfield FC T C  | 78  | 38 | 24 | 6  | 8  | 83 | 38 | +45  |
| 2    | Coleraine FC     | 73  | 38 | 21 | 10 | 7  | 57 | 35 | +22  |
| 3    | Glentoran FC     | 71  | 38 | 20 | 11 | 7  | 65 | 32 | +33  |
| 4    | Larne FC         | 64  | 38 | 18 | 10 | 10 | 64 | 41 | +23  |
| 5    | Cliftonville FC  | 60  | 38 | 17 | 9  | 12 | 59 | 42 | +17  |
| 6    | Crusaders FC     | 54  | 38 | 16 | 6  | 16 | 62 | 50 | +12  |
|      |                  |     |    |    |    |    |    |    |      |
| 7    | Glenavon FC      | 62  | 38 | 17 | 11 | 10 | 72 | 65 | +7   |
| 8    | Ballymena United | 61  | 38 | 18 | 7  | 13 | 67 | 44 | +23  |
| 9    | Portadown FC P   | 36  | 38 | 10 | 6  | 22 | 50 | 78 | -28  |
| 10   | Warrenpoint Town | 36  | 38 | 9  | 9  | 20 | 38 | 74 | -36  |
| 11   | Carrick Rangers  | 23  | 38 | 5  | 8  | 25 | 35 | 92 | -57  |
| 12   | Dungannon Swifts | 17  | 38 | 4  | 5  | 29 | 22 | 83 | -61  |

| Légende : Qualifications et relégations | Légende : Qualifications et relégations                                               |
| --------------------------------------- | ------------------------------------------------------------------------------------- |
|                                         | Ligue des Champions 2021-2022, premier tour de qualification                          |
|                                         | Ligue Europa Conférence 2021-2022, premier tour de qualification                      |
|                                         | Barrage pour le premier tour de qualification de la Ligue Europa Conférence 2021-2022 |
|                                         | Barrage pour la relégation en deuxième division                                       |
|                                         | Relégation en deuxième division                                                       |
|                                         | T : Tenant du titre P : Promu C : Vainqueur de la Coupe d'Irlande du Nord 2020-21     |

### Résultats
| Résultats (▼dom., ►ext.)                                   | BLY | CAR | CLF | COL | CRU | DUN | GNV | GLN | LAR | LIN | POR | WPT |
| Ballymena United                                           |     | 2-0 | 1-1 | 0-1 | 1-4 | 0-1 | 0-2 | 1-1 | 1-1 | 2-3 | 2-1 | 2-0 |
| Carrick Rangers                                            | 0-2 |     | 0-1 | 0-2 | 1-3 | 0-0 | 3-4 | 0-5 | 1-2 | 1-1 | 4-1 | 1-3 |
| Cliftonville FC                                            | 0-4 | 3-0 |     | 0-2 | 2-2 | 3-0 | 1-1 | 1-0 | 1-0 | 4-3 | 5-0 | 3-0 |
| Coleraine FC                                               | 0-1 | 3-0 | 2-2 |     | 2-1 | 2-0 | 0-0 | 2-1 | 0-2 | 0-2 | 1-1 | 2-1 |
| Crusaders FC                                               | 2-1 | 1-3 | 1-0 | 1-0 |     | 3-1 | 0-1 | 2-0 | 3-3 | 1-2 | 5-0 | 4-0 |
| Dungannon Swifts                                           | 1-5 | 0-2 | 2-1 | 2-0 | 2-1 |     | 1-2 | 0-1 | 0-2 | 0-2 | 0-3 | 0-2 |
| Glenavon FC                                                | 2-1 | 1-1 | 1-1 | 4-4 | 3-1 | 0-0 |     | 2-1 | 1-4 | 1-2 | 2-4 | 1-0 |
| Glentoran FC                                               | 0-2 | 6-0 | 1-0 | 2-2 | 1-0 | 5-1 | 1-1 |     | 0-0 | 3-1 | 2-1 | 0-0 |
| Larne FC                                                   | 2-0 | 3-0 | 1-0 | 1-2 | 2-1 | 3-0 | 3-0 | 2-1 |     | 1-1 | 3-1 | 1-1 |
| Linfield FC                                                | 2-1 | 5-1 | 2-0 | 0-0 | 2-1 | 4-0 | 2-0 | 3-3 | 2-1 |     | 3-0 | 6-0 |
| Portadown FC                                               | 0-0 | 2-0 | 1-1 | 0-3 | 2-2 | 4-1 | 1-2 | 1-3 | 1-2 | 2-1 |     | 0-2 |
| Warrenpoint Town                                           | 1-1 | 0-0 | 0-5 | 1-2 | 0-1 | 1-1 | 1-2 | 0-2 | 1-1 | 2-1 | 1-1 |     |
| - Victoire à domicile - Match nul - Victoire à l'extérieur |     |     |     |     |     |     |     |     |     |     |     |     |

| Résultats (▼dom., ►ext.)                                   | BLY | CAR | CLF | COL | CRU | DUN | GNV | GLN | LAR | LIN | POR | WPT |
| Ballymena United                                           |     | 2-0 |     | 1-2 | 0-1 | 5-1 |     | 2-2 |     | 2-1 |     |     |
| Carrick Rangers                                            |     |     |     |     | 1-1 | 1-1 |     |     | 1-3 |     | 5-3 | 1-1 |
| Cliftonville FC                                            | 2-1 | 5-0 |     | 2-1 |     |     | 2-1 | 0-2 |     |     |     | 3-0 |
| Coleraine FC                                               |     | 1-0 |     |     | 2-0 |     |     | 1-1 | 2-0 |     | 2-0 | 2-1 |
| Crusaders FC                                               |     |     | 2-2 |     |     |     | 6-1 | 1-0 |     | 1-2 |     | 0-2 |
| Dungannon Swifts                                           |     |     | 1-2 | 2-3 | 0-2 |     | 0-4 |     |     |     | 0-1 |     |
| Glenavon FC                                                | 3-2 | 1-1 |     | 1-1 |     |     |     |     | 2-2 | 3-2 |     |     |
| Glentoran FC                                               |     | 2-0 |     |     |     | 2-0 | 3-1 |     | 3-2 |     | 4-0 |     |
| Larne FC                                                   | 0-1 |     | 0-0 |     | 0-3 | 3-0 |     |     |     | 1-1 |     | 5-0 |
| Linfield FC                                                |     | 7-0 | 2-0 | 2-1 |     | 2-0 |     | 0-1 |     |     |     | 5-0 |
| Portadown FC                                               | 1-2 |     | 1-2 |     | 1-2 |     | 1-2 |     | 2-1 | 0-1 |     |     |
| Warrenpoint Town                                           | 2-2 |     |     |     |     | 4-1 | 3-4 | 1-2 |     |     | 1-3 |     |
| - Victoire à domicile - Match nul - Victoire à l'extérieur |     |     |     |     |     |     |     |     |     |     |     |     |

| Résultats (▼dom., ►ext.)                                   | CLF | COL | CRU | GLN | LAR | LIN |
| Cliftonville FC                                            |     |     | 1-1 |     | 1-2 | 0-2 |
| Coleraine FC                                               | 2-0 |     |     |     |     | 1-1 |
| Crusaders FC                                               |     | 0-1 |     |     | 1-3 |     |
| Glentoran FC                                               | 0-2 | 1-1 | 2-0 |     |     | 0-0 |
| Larne FC                                                   |     | 1-2 |     | 0-1 |     |     |
| Linfield FC                                                |     |     | 3-1 |     | 1-2 |     |
| - Victoire à domicile - Match nul - Victoire à l'extérieur |     |     |     |     |     |     |

| Résultats (▼dom., ►ext.)                                   | BLY | CAR | DUN | GNV | POR | WPT |
| Ballymena United                                           |     |     |     | 3-1 | 4-2 | 3-0 |
| Carrick Rangers                                            | 0-4 |     |     | 3-6 |     |     |
| Dungannon Swifts                                           | 1-3 | 0-2 |     |     |     | 0-1 |
| Glenavon FC                                                |     |     | 1-1 |     | 4-1 | 4-0 |
| Portadown FC                                               |     | 2-1 | 4-2 |     |     | 1-2 |
| Warrenpoint Town                                           |     | 3-1 |     |     |     |     |
| - Victoire à domicile - Match nul - Victoire à l'extérieur |     |     |     |     |     |     |

### Barrages pour la Ligue Europa Conférence
Les barrages pour la Ligue Europa Conférence servent à départager les équipes classées de la troisième place à la sixième place et leur offrir une place pour la troisième compétition européenne. Le Linfield FC, qui a remporté la Coupe d'Irlande du Nord de football 2020-2021, est déjà qualifié pour la Ligue des champions ; de ce fait, le Glentoran FC est directement qualifié tandis que le Glenavon FC, pourtant septième du championnat se voit intégrer dans ces barrages. Les matchs opposent le Larne FC, quatrième, au Glenavon FC, septième et le Cliftonville FC, cinquième, au Crusaders FC, sixième, sur le terrain du mieux classé. La finale des barrages oppose le vainqueur de ces deux matchs et se joue sur le terrain du mieux classé.
| Demi-finale 1 | Larne FC | 2 - 1   | Glenavon FC |  |  |
| 1er juin 2021 |          | (1 - 1) |             |  |  |

| Demi-finale 2 | Cliftonville FC   | 0 - 0 ap              | Crusaders FC |  |  |
| 1er juin 2021 |                   | (0 - 0, 0 - 0, 0 - 0) |              |  |  |
| 1er juin 2021 | Tirs au but 5 - 4 |                       |              |  |  |

La finale des barrages oppose le Larne FC au Cliftonville FC.
| Finale      | Larne FC                             | 3 - 1   | Cliftonville FC    | Inver Park, Larne |  |
| 5 juin 2021 | David McDaid 33e 80e · Lee Lynch 64e | (1 - 0) | Daire O'Connor 59e |                   |  |

Le Larne FC se qualifie pour le premier tour de qualification de la Ligue Europa Conférence 2021-2022.

## Statistiques

### Meilleurs buteurs
| Place              | Joueur            | Club         | Buts |
| ------------------ | ----------------- | ------------ | ---- |
| Médaille d'or      | Shayne Lavery     | Linfield     | 23   |
| Médaille d'argent  | Jay Donnelly      | Glentoran    | 17   |
| Médaille de bronze | Shay McCartan     | Ballymena    | 16   |
| 4                  | Ben Doherty       | Coleraine    | 14   |
| 4                  | Andrew Waterworth | Linfield     | 14   |
| 4                  | Ryan Curran       | Cliftonville | 14   |
| 4                  | Michael McCrudden | Cliftonville | 14   |
| 8                  | Lee Bonis         | Portadown    | 13   |
| 9                  | Robbie McDaid     | Glentoran    | 12   |
| 9                  | David McDaid      | Larne        | 12   |
| 9                  | Jordan Stewart    | Linfield     | 12   |
| 9                  | Ronan Hale        | Ballymena    | 12   |
| 9                  | Daniel Purkis     | Glenavon     | 12   |

## Bilan de la saison
| Championnat d'Irlande du Nord de football 2020-2021 |                         |
| Champion                                            | Linfield FC (55e titre) |
| Coupes et trophées                                  |                         |
| Vainqueur de la Coupe d'Irlande du Nord 2020-2021   | Linfield FC             |
| Qualifications continentales                        |                         |
| Ligue des champions de l'UEFA 2021-2022             | Linfield FC             |
| Ligue Europa Conférence 2021-2022                   | Coleraine FC            |
| Ligue Europa Conférence 2021-2022                   | Glentoran FC            |
| Ligue Europa Conférence 2021-2022                   | Larne FC                |
| Promotions et relégations                           |                         |
| Promus en NIFL Premiership                          | aucun                   |
| Relégués en NIFL Championship                       | aucun                   |